# Ернст Гартман
Ернст Га́ртман (нім. Ernst Hartmann, нар.10 травня 1897, с. Бармен, Сілезія — †3 лютого 1945, Чехословаччина) — німецький бригадефюрер СС і генерал-майор поліції. Під час Німецько-радянської війни у різний час обіймав посаду начальника поліції та СС у генеральній окрузі Волинь-Поділля, генеральній окрузі Житомир та генеральній окрузі Чернігів.

## Життя і діяльність
Гартман у 1914 році вступив у прусську армію, у складі якої брав участь у Першій світовій війні до 1918 року. Під час війни він належав до залізничної роти, а згодом до авіаційного корпусу. Незадовго до кінця війни він потрапив у британський полон.
Після повернення з полону Гартман працював інженером у літакобудівній галузі, а з 1925 по 1928 рік — у Китаї пілотом-інструктором китайських ВПС. У 1928–1930 рр. працював інженером у різних європейських країнах, після чого у 1930 році одержав роботу на авіазаводі компанії Junkers, де залишався до 1935 року.
1 листопада 1929 Гартман вступив у Націонал-соціалістичну робітничу партію Німеччини (членський номер 160298), а 24 жовтня 1930 — у СС (номер СС: 8982), де він був приписаний до ХХІ полку СС. 1 жовтня 1932 вийшов з СС за власним бажанням, але 20 квітня 1937 вступив туди ще раз. З березня по серпень 1939 працював у штабі СС регіону Центр. Після його звільнення, яке сталося 18 серпня 1939 з причини зловживання алкоголем, 1 жовтня 1939 його знову зараховують до складу організації.
Під час Другої світової війни Гартман на керівних посадах начальника поліції і СС бере активну участь в масових розстрілах на окупованій німцями території СРСР: з лютого по червень 1943 як начальник поліції і СС у складі Другого полку поліції, з 1 липня по 31 жовтня 1943 — у  Генеральній окрузі Чернігів, з 31 жовтня 1943 до 25 січня 1944 — у Генеральній окрузі Житомир, при цьому з грудня 1943 по вересень 1944 у званні оберфюрера СС на посаді начальника поліції і СС підрозділу «Прип'ять» або «Генеральна округа Житомир [Північ]» (нім. Pripjet (Generalbezirk Shitomir [Nord])), а з 10 лютого 1944 р. — на посаді начальника поліції і СС Генеральної округи Волинь-Поділля з місцем перебування у Пінську. У серпні 1944 року він досяг свого найвищого рангу, будучи підвищеним у званні до бригадефюрера СС.
У вересні 1944 року його було призначено для особливих доручень начальником поліції і СС регіону Північний схід. Гартман загинув у бою на завершальному етапі війни.
Ще у 1934 році Гартмана було обрано одним з 23 почесних членів Народного трибуналу (надзвичайного суду для розправи з противниками режиму у нацистській Німеччині)

## Підвищення по службі
- 20 квітня 1937: штандартенфюрер СС (поновлення у цьому самому званні)
- 30 січня 1942: оберфюрер СС
- 1 серпня 1944: бригадефюрер СС і генерал-майор поліції